# بيتر فرنسيسكو (لاعب سنوكر)
بيتر فرنسيسكو (بالإنجليزية: Peter Francisco)‏ هو لاعب سنوكر جنوب أفريقي، ولد في 13 فبراير 1962 في ستيلينبوش في جنوب أفريقيا.

## روابط خارجية
- بيتر فرنسيسكو على موقع CueTracker.net (الإنجليزية)